# 歐文頓 (內布拉斯加州)
歐文頓（英語：Irvington）是位於美國內布拉斯加州道格拉斯縣的非建制地區。

## 歷史
歐文頓的郵局於1877年設立，其後於1965年停運。

## 地理
歐文頓所處的海拔為高於海平面341米（即1119英呎），而該地所採用的時區為UTC-6，即北美中部时区（CST）。同時該地設有夏令時間，為UTC-6調快一小時，即UTC-5（CDT）。